# Pothyne pauloplicata
Pothyne pauloplicata là một loài bọ cánh cứng trong họ Cerambycidae.